# Traian Cihărean
Traian Ioachim Cihărean (Telciu, 13 luglio 1969) è un ex sollevatore romeno medagliato olimpico e mondiale che ha partecipato a tre edizioni dei Giochi Olimpici, gareggiando nei pesi mosca (fino a 52/54 kg.).

## Biografia
Cihărean è giunto sesto alle Olimpiadi di Seul 1988, ha vinto la medaglia di bronzo alle Olimpiadi di Barcellona 1992 e si è classificato al quinto posto alle Olimpiadi di Atlanta 1996.
Ai Campionati mondiali di sollevamento pesi ha vinto la medaglia di bronzo ad Atene nel 1989, edizione valida anche come Campionato europeo.
Ai Campionati europei ha vinto la medaglia d'oro a Władysławowo nel 1991 e quattro medaglie d'argento ed una medaglia di bronzo in altre edizioni.
Anche suo fratello minore Marius Cihărean è un ex sollevatore di pesi di buon livello.